# Brusnengo
Brusnengo – miejscowość i gmina we Włoszech, w regionie Piemont, w prowincji Biella.
Według danych na styczeń 2009 gminę zamieszkiwało 2215 osób przy gęstości zaludnienia 213 os./1 km².